# Gabriel Darrieus
Pour les articles homonymes, voir Darrieus.
Pierre Joseph Gabriel Georges Darrieus, né le 21 février 1859 à Toulouse et décédé le 21 septembre 1931 à Toulon, est un marin français, vice-amiral. Il a commandé le premier sous-marin français, le Gymnote.

## Biographie

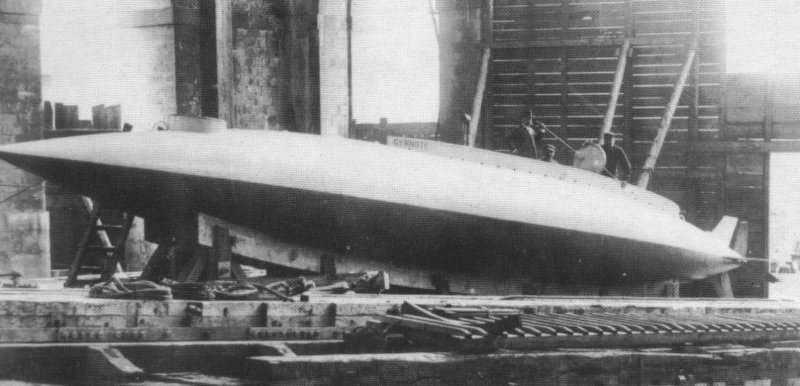
Le Gymnote en 1889.

Gabriel Darrieus entre à l’École navale en 1876, 19e sur 50 admis. Il devient enseigne de vaisseau en 1881, puis lieutenant de vaisseau en 1885. Il est affecté à la Défense sous-marine de Toulon et à l'École des torpilles et, en 1889, est commandant sur le sous-marin Gymnote. Il est nommé capitaine de frégate en 1898, capitaine de vaisseau en 1906, contre-amiral en 1912, vice-amiral en 1916. Parallèlement à ses affectations sur différents bâtiments, il enseigne la stratégie et la tactique à l’École supérieure de la Marine. Il est l’inventeur de plusieurs innovations, dont une torpille et un nouveau plan de moteur pour sous-marin.
Au cours de ses activités pédagogiques et administratives (il est en particulier chef du cabinet militaire d’Édouard Lockroy), il défend la modernisation, l’usage de nouveaux armements (par exemple les sous-marins). Son cours sur la guerre sur mer, à l’École de Guerre de la Marine, est destiné à « remettre de l’ordre » dans la Marine, alors divisée sur les méthodes à promouvoir : il en publie un premier volume, intitulé « La doctrine », qui est traduit en plusieurs langues. Dans cet ouvrage, il préconise en particulier le combat (et non le blocus) pour assurer la maîtrise de la mer et soutient l’usage du canon à grande distance,.
Pendant la Première Guerre mondiale, il est chargé du blocus de la Syrie, puis de celui des Dardanelles. Il a ainsi l’occasion de protéger l’évacuation de plusieurs milliers d’Arméniens qui fuient le génocide mis en œuvre par la Turquie.
En août 1918, il est nommé préfet maritime de Bizerte, en Tunisie, avant de prendre sa retraite en 1921. Il est l’un des refondateurs de l’Académie de marine (dans la section militaire) et son premier secrétaire général, lorsque celle-ci renait après la première guerre mondiale.
Marié à Eugénie Brun le 8 janvier 1887, Gabriel Darrieus a eu huit enfants, dont l’ingénieur et scientifique Georges Darrieus. Un de ses petits-fils est l’amiral Henri Darrieus, prix Éric Tabarly du meilleur livre de mer (prix de l’AAEN) 1994.
Sa tombe est au cimetière de Saint-Vérand (Rhône).

## Distinctions
- Grand officier de la Légion d'honneur (24 janvier 1919)[9]
- Officier d'académie

## Ouvrages
- Darrieus (Lieutenant de Vaisseau), Études sur les bateaux sous-marins, n.d., 1895, 379 p.
- Gabriel Darrieus, La guerre sur mer, stratégie et tactique : La doctrine, Paris, Challamel, 1907, 465 p.
- Darrieus (Contre-amiral), La Puissance navale nécessaire : Conférence faite pour la Ligue maritime française, Paris, Éditions Grasset, 1912, 62 p.
- Darrieus (Amiral), Les sous-marins, Paris, 184 Bd St Germain, Société d'éditions géographiques, maritimes et coloniales, 1927, 144 p.
- François Cochet (dir.) et Rémy Porte (dir.), Dictionnaire de la Grande guerre 1914-1918, Paris, Éditions Robert Laffont, coll. « Bouquins », 2008, 1120 p. (ISBN 978-2-221-10722-5 et 2-221-10722-5, OCLC 470986430, BNF 41362444)